# История аромунской государственности

История аромунской государственности, как история аромунов вообще, имеет много общих черт с историей государственности других восточно-романских народов, особенно на начальном этапе их существования как некоей довольно аморфной романоязычной группы, главным занятием которой было отгонное скотоводство. Аромуны, как и близкие им мегленорумыны, а также северо-дунайские румыны и молдаване, образовались в результате постепенной романизации местных племён иллирийского происхождения во времена классической и поздней античности, когда Балканы входили в состав Римской империи. При этом, в отличие от Западной Римской империи, романизированные народы Балкан в значительной степени сохранили традиционный сельский уклад жизни и занятия ещё доримской эпохи, практически не подвергшись влиянию германских народов. Тем не менее, также как и на Западе, первые государственные образования на территории романского ареала после ослабления Римской империи, были основаны уже нероманскими народами. На Западе — германцами, на Востоке — греками, а затем и славянами, хотя романское население составляло в них значительный процент. При этом в Средние века значительное влияние на жизнь, быт, язык и культуру аромунов оказали южные славяне, греки, албанцы, турки и цыгане. В настоящее время аромуны не имеют собственной государственности и постепенно ассимилируются соседними народами. Большая часть аромынского ареала оказалась в пределах республики Греция, где большинство аромынов имеет греческое самосознание, наблюдается постепенная утрата языка, хотя ЕС в последнее время выделяет небольшие средства на его сохранение. В прошлом, однако, южнодунайские румыны (влахи) дважды делали попытки создания собственного государства. Здесь и далее под влахами понимаются именно восточно-романские народности к югу от Дуная (в первую очередь аромуны, а также мегленорумыны), валахами же исторически назывались романоязычные общности (румыны и молдаване) к северу от Дуная.

## Средние века
Период первых попыток к самоорганизации аромынов приходится на XI-XIII века. В этот период Византийская империя, до этого формально контролировавшая внутренние районы Балкан, значительно ослабевает под натиском турок и крестоносцев. Славянские государства (Сербия и Болгария) вступают в период феодальной раздробленности. Средневековые хроники (особенно греческие) фиксируют появление значительного числа фактически независимых территориально-племенных союзов влахов:
- Великая Влахия, известная также как Влашская Фессалия — самое значительное из всех арумынских образований. Не путать с Великой Валахией (Мунтения на территории республики Румыния)
- Малая Влахия — Влашские Этолия и Акарнания. Не путать с Малой Валахией (Олтения на территории республики Румыния)
- Старая Влахия (влашские территории в пограничье современных республик Босния-Герцеговина, Черногория и Сербия)
- Верхняя Влахия (влашские территории Эпира)
- Влахохория (Кравара)
- Более мелкие влашские анклавы (Балканы, Родопы и другие)[1].

## Новое время
- Пиндско-Мегленское княжество, созданное при поддержке итальянских и болгарских фашистов в 1941—1944 годах для ослабления Греции, куда в основном вошли земли аромын. Италия была наиболее заинтересованной стороной в создании княжества, которое было бы итальянским протекторатом.